# Kirysek pływacz
Kirysek pływacz (Brochis virginiae) – gatunek słodkowodnej ryby sumokształtnej z rodziny kiryskowatych (Callichthyidae). Epitet gatunkowy honoruje Virginię Schwartz, żonę znanego akwarysty Adolfo Schwartza, który odnalazł holotyp gatunku.

## Opis
Mierzy do 5 cm długości. Całe ciało mlecznobiałe, z wyjątkiem dwóch czarnych pasów po bokach ciała, z których jeden ciągnie się nad oczami ryby, a drugi wybiega z przodu płetwy grzbietowej i kończy się w okolicach linii bocznej. Samice są nieco większe i bardziej zaokrąglone od samców. 

## Biologia
Występują gromadnie w rzekach i strumieniach o piaszczystym dnie. Żywią się odnalezionymi w podłożu wodnymi stawonogami i resztkami roślinnymi. Preferują wodę o odczynie w zakresie 6–7,5 pH oraz temperaturze 22–28 °C.

## Występowanie
Gatunek znany jedynie z basenu Ukajali w Peru.

## W akwarium
Gatunek znany był w hobby akwarystycznym jeszcze przed formalnym opisaniem w 1993 roku, gdzie figurował pod numerem C004 w ramach systemu numeracji C.
Wymagania podobne do innych kirysków. Ryby powinny być trzymane w grupie co najmniej 6 osobników w zbiorniku o piaszczystym podłożu. Akwarium należy wyposażyć w szereg kryjówek, na przykład w postaci roślin, zatopionych korzeni, kawałków drewna czy rurek ceramicznych. Trzeba również pamiętać o konieczności pozostawienia rybom wolnej przestrzeni do pływania i przegrzebywania dna zbiornika.